# Estação División del Norte (SITEUR)
A Estação División del Norte é uma das estações do VLT de Guadalajara, situada em Guadalajara, entre a Estação Atemajac e a Estação Ávila Camacho. Administrada pelo Sistema de Tren Eléctrico Urbano (SITEUR), faz parte da Linha 1.
Foi inaugurada em 1 de setembro de 1989. Localiza-se no cruzamento da Estrada do Federalismo com a Rua Circunvalación División del Norte. Atende os bairros La Guadalupana, Jardínez del Country e Observatorio.